# الدوري الألماني لكرة اليد 2017–18
الدوري الألماني لكرة اليد 2017–18 (بالألمانية: Handball-Bundesliga 2017/18)‏ هو الموسم 68 من  الدوري الألماني لكرة اليد. أقيم خلال الفترة 24 أغسطس 2017 وحتى 3 يونيو 2018، وكان عدد الأندية المشاركة فيه  18، وفاز فيه نادي فلنسبورغ هاندفيت لكرة اليد.